# Жикарце
Жикарце (словен. Žikarce) је насељено место у општини Дуплек, Подравска регија, Словенија.

## Историја
До територијалне реорганизације у Словенији биле су у саставу старе општине Марибор.

## Становништво
У попису становништва из 2011. године, Жикарце су имале 342 становника.
| Број становника према пописима | Број становника према пописима | Број становника према пописима |
| ------------------------------ | ------------------------------ | ------------------------------ |
| 1991                           | 2002                           | 2011                           |
| 356                            | 356                            | 342                            |